# Catoptropteryx punctulata
Catoptropteryx punctulata är en insektsart som beskrevs av Karsch 1890. Catoptropteryx punctulata ingår i släktet Catoptropteryx och familjen vårtbitare. Inga underarter finns listade i Catalogue of Life.